# Trymatococcus oligandrus
Trymatococcus oligandrus är en mullbärsväxtart som först beskrevs av Raymond Benoist, och fick sitt nu gällande namn av Joseph Lanjouw. Trymatococcus oligandrus ingår i släktet Trymatococcus och familjen mullbärsväxter. Inga underarter finns listade i Catalogue of Life.